# Adam und die Micky’s
Adam und die Micky’s war eine über Jahrzehnte bestehende Tanzkapelle, die vor allem für ihre Unterhaltungs- und Partymusik in neuhessischem Regiolekt bzw. südhessischem Dialekt bekannt ist und im Jahr 2013 nach 44 Jahren aufgelöst wurde.

## Geschichte
Adam und die Micky’s waren aus der in den 1960er-Jahren im Offenbacher Raum sehr beliebten Rock- und Beatband Micky’s hervorgegangen, die in dieser Zeit die Säle füllte. Nachdem sich diese Band mangels Zuschauern aufgelöst hatte, blieb das Micky-Trio übrig, aus dem dann Adam und die Micky’s wurden, nachdem Dieter Adam die Idee gehabt hatte, aus Heintjes Mama einen Papa zu machen, der sich „schon wieder vollgesoffen“ hatte. Von dieser Single, die 1969 auf den Markt kam, wurden über 150.000 Stück verkauft. Die erste LP Oh, häppy Day, Pappa erschien ein Jahr darauf. Viele weitere folgten. 1978 veröffentlichte die Band den Titel Im Wagen vor mir… fährt so’n alte Simpel, eine Parodie von Im Wagen vor mir von Henry Valentino, die 1979 auch auf der LP Original Blödel-Hits veröffentlicht wurde.
Bassist war seit 1972 Norbert Lehr. Am Schlagzeug saß von 1973 bis 2000 Wolfgang Sokolowski, seitdem spielte die Band mit wechselnden Drummern. In den vier Jahrzehnten ihres Bestehens brachten Adam und die Micky’s rund 30 Alben heraus und waren häufig in Fernsehsendungen wie dem Blauen Bock zu Gast. 
Der bekannteste Schlager der Gruppe ist die 1990 erstmals erschienene Single Die Runkelroiweroppmaschin („Die Runkelrübenrupfmaschine“), die im Februar 2008 von den Zuschauern des Hessischen Rundfunks zum beliebtesten hessischen Fastnachtslied gewählt wurde.
2012 diagnostizierte ein HNO-Arzt bei Bandleader Dieter Adam ein Karzinom auf der linken Stimmlippe, das in der HNO-Abteilung der Uniklinik Marburg entfernt wurde. Dies führte dazu, dass Adam nur noch mühsam sprechen und gar nicht mehr singen konnte. Deshalb löste sich die Band nach der Fastnachtskampagne 2013 auf. 2014 erkrankte Dieter Adam an Kehlkopfkrebs. Nach mehreren Operationen, Bestrahlungen und Chemo hatte er keine Stimme mehr und starb im Februar 2019 im Alter von 77 Jahren.

## Diskografie
Studioalben
- 1969: Oh, häppy Day, Pappa und andere hessische Familientragödien (LP)
- 1970: Uwe, Uwe schrie de Pappa und andere Melodramen aus der hessischen Hitkiste (LP)
- 1971: Schnappschüsse fürs Familienalbum (Doppel-LP)
- 1972: Vaddertag (LP)
- 1972: Schnappschüsse aus dem Urlaub und anderer Freizeitgestaltung (Doppel-LP)
- 1973: Wir sind schon bald erwachse (LP)
- 1974: Hurra – die Hesse die sind da! (Doppel-LP)
- 1975: Die große Hitparaden-Parodie mit Adam und den Micky's (Doppel-LP)
- 1978: Mischmasch – Kreuz und quer durch die Hit- und andere Paraden (Doppel-LP)
- 1979: Ich möcht so gern den Adam hör'n (Doppel-LP)
- 1982: Babbel-Konzert (Doppel-LP)
- 1983: ...uffs Maul geguckt (LP)
- 1986: Rauh, aber herzlich (LP)
- 1990: Die Runkelroiweroppmaschin und andere hochgeistige Ergüsse (LP und CD)
- 1990: Ich maach dich (CD)
- 1995: Rambazamba in de Pampa – 25 Jahre Adam und die Micky's (CD)
- 1998: Chilli con Sauerkraut – 30 Jahre Adam und die Micky's (CD)
- 2000: Husch, husch, husch (Die Bimmelbahn) (CD)

Kompilationen
- 1973: Oh, häppy Day, Pappa / Uwe, Uwe schrie de Pappa (Doppel-LP)
- 1976: Das Beste von Adam und den Micky's (Doppel-LP)
- 1988: 20 Jahre – Und kein bisschen leiser (Doppel-LP)
- 1990: Querbeet 1 (CD)
- 1990: Querbeet 2 (CD)
- 1998: Querbeet 3 (CD)
- 2000: Adam lacht zur Fassenacht (CD)
- 2001: Kuschel-Adam – 20 hessische Schmusesongs von Adam und die Micky's (CD)
- 2005: Querbeet 4 plus vier (CD)
- 2007: Ballerknaller für Hessen und alle die es werden wollen – Folge 1 (CD)
- 2007: Ballerknaller für Hessen und alle die es werden wollen – Folge 2 (CD)
- 2009: Die größten Erfolge – 40 Jahre Adam und die Micky's (Doppel-CD)